# Hans Wiegner
Hans Wiegner (* 20. Februar 1909 in Charlottenburg oder 1919; † 21. Mai 1984 in West-Berlin) war ein deutscher  Schauspieler und Synchronsprecher.

## Leben
Wiegner wirkte nach dem Krieg als Schauspieler an verschiedenen Berliner Bühnen. 1946 spielte er neben O. E. Hasse am Hebbel-Theater in einer Produktion von Wir sind noch einmal davongekommen und 1947 neben Bettina Moissi an der Volksbühne in einer Produktion von Eurydike. Zu seinen weiteren Bühnenstationen zählten das Theater am Schiffbauerdamm, die Tribüne und das Schiller-Theater.
Daneben war er gelegentlich in Fernsehspielen wie Elisabeth von England mit Elisabeth Flickenschildt in der Titelrolle und neben Karin Hübner in Die Fee unter der Regie von Peter Beauvais zu sehen.
Den Schwerpunkt seiner Tätigkeit bildete jedoch die Arbeit als Sprecher. Wiegner wirkte bei zahlreichen Hörspielproduktionen und bei der kabarettistischen RIAS-Hörfunksendung Die Rückblende. Als die Rückblende auch im Programm der ARD unter der Regie von Hans Rosenthal ausgestrahlt wurde, gehörte Wiegner zum Team.
Einem breiten Publikum ist Wiegners Stimme besonders aus seinen hunderten Synchronrollen bekannt. Hier lieh er vor allem kantigen Typen, Gangstern und Raubeinen die Stimme. Beispielsweise sprach er für Forrest Tucker in Chisum mit John Wayne in der Hauptrolle. Er synchronisierte unter anderem Ben Johnson (Die Unbesiegten), Lee Marvin (Der Mann, der Liberty Valance erschoß), George Kennedy (Charade), Robert Mitchum (Die Totenliste) und Keenan Wynn (Spiel mir das Lied vom Tod), aber auch in einer raren komischen Rollen Bud Abbott in Abbott und Costello als Gangsterschreck.

## Filmografie (Auswahl)
- 1957: Die Fee
- 1961: Die Rückblende
- 1961: Elisabeth von England

## Theater
- 1946: Thornton Wilder: Wir sind noch einmal davongekommen – Regie: Heinz Stroux (Hebbel-Theater Berlin)
- 1947: Friedrich Hebbel: Judith – Regie: Karlheinz Martin (Hebbel-Theater Berlin)
- 1947: Bruno Frank: Sturm im Wasserglas – Regie: Rochus Gliese (Theater am Schiffbauerdamm Berlin)
- 1948: August Jakobson: Die Brüder Kondor – Regie: Hans Stiebner (Theater am Schiffbauerdamm Berlin)
- 1948: Jacinto Benavente: Crispin und der tugendhafte Glücksritter (Polichloela) – Regie: Fritz Wisten (Theater am Schiffbauerdamm Berlin)
- 1948: Alexander Ostrowski: Eine Dummheit macht auch der Gescheiteste – Regie: (Husarenoffizier) – Regie: Aribert Wäscher (Theater am Schiffbauerdamm Berlin)

## Hörspiele (Auswahl)
- 1950: Die kühne Organisation (RIAS)
- 1951: Wasser für Canitoga (RIAS)
- 1952: Jasons letzte Nacht (RIAS)
- 1959: Das Haus Erinnerung (RIAS)

## Synchronrollen (Auswahl)
Quelle: Deutsche Synchronkartei
| Schauspieler    | Film / Serie                               | Rolle         |
| --------------- | ------------------------------------------ | ------------- |
| George Kennedy  | Charade                                    | Herman Scobie |
| Harry Carey jr. | Big Jake                                   | Pop Dawson    |
| Lee Marvin      | Mit der Waffe in der Hand                  | Blinky        |
| R.G. Armstrong  | Hawaii Fünf-Null (Fernsehserie)            | Captain Wade  |
| Reed Hadley     | Ich erschoss Jesse James                   | Jesse James   |
| Richard Lane    | Die Frau gehört mir (Synchro im Jahr 1965) | Sam Reed      |
| Robert Williams | Bettgeflüster                              | Graham        |